# Mojmír Krauter
Mojmír Krauter je český geolog, vedoucí československé geologické expedice, jež v roce 1963 objevila a zmapovala obří mongolské ložisko mědi v Erdenetu, tehdy největší v Asii. Československá vláda se po roce 1968 práv na dobývání vzdala a samotný důl tak v roce 1975 založil Sovětský svaz. 
Po návratu do Prahy Krauter působil od poloviny 60. let jako šéfredaktor časopisu Geologický průzkum. 
V roce 1980 se stal ředitelem podniku Mongolčechoslovakmetal v Mongolsku. Firma se zabývala především těžbou cínu a fluoritu a jeiich exportem do Československa. 
Dvojnásobný držitel řádu Polární hvězdy Mongolska.